# Gottfried Reinhardt
Gottfried Reinhardt (Berlín, 20 de marzo de 1913 – 19 de julio de 1994) fue un director y productor de cine estadounidense de origen austríaco.

## Biografía
Reinhardt era hijo del director teatral Max Reinhardt (hasta 1904: Max Goldmann), propietario de los Deutsches Theater, y su primera mujer Else Heims. Gottfried comenzó su carrera de actor de la mano de su padre.
En 1932, fue a estudiar a Estados Unidos y se quedó después de la Machtergreifung nazi del 30 de enero de 1933. En Hollywood, fue ayudante de dirección de Ernst Lubitsch, para seguir como ayudante de producción en los estudios Metro-Goldwyn-Mayer, contribuyendo al film de 1938 El gran vals. En 1941 produjo La mujer de las dos caras protagonizado por Greta Garbo. Naturalizado estadounidense, sirvió en el ejército de Estados Unidos en la Segunda Guerra Mundial.
Reinhardt hizo su debut como director como Invitation en 1952. Dos años después, trabajó en Alemania Occidental hizo la versión cinematográfica de Gerhart Hauptmann Vor Sonnenuntergang protagonizado por Hans Albers que ganó el Oso de Oro de la audiencia en el Festival de Berlín.
Gottfried Reinhardt fue padrino del juez federal Stephen Reinhardt. Murió de un cáncer pancreático.

## Filmografía
Guionista
- El gran vals (The Great Waltz), de Julien Duvivier (1938)
- Bridal Suite, de Wilhelm Thiele (1939)

Productor
- Camarada X (Comrade X), de King Vidor (1940)
- La mujer de las dos caras (Two-Faced Woman), de George Cukor (1941)
- Alma en la sombra (Rage in Heaven), de W.S. Van Dyke (1941)
- Medalla roja al valor (The Red Badge of Courage), de John Huston (1951)
- Ciudad sin piedad (Town Without Pity) (1961)
- Situación desesperada, pero menos (Situation Hopeless ... But Not Serious) (1965)

Director
- Invitation (1952)
- Young Man with Ideas (1952, producer)
- Tres amores (The Story of Three Loves) (1953)
- Brumas de traición (Betrayed) (1954)
- Before Sundown (1956)
- Gran hotel, habitación X (Menschen im Hotel) (1959)
- Juicio en las nubes (Abschied von den Wolken) (1959)
- Sweetheart of the Gods (1960)
- Ciudad sin piedad (Town Without Pity) (1961)
- Jedermann (1961)
- Eleven Years and One Day (1963)
- Situación desesperada, pero menos (Situation Hopeless ... But Not Serious) (1965)
- Der Kommissar: Im Jagdhaus (1974, episodio)

## Premios y distinciones
Festival Internacional de Cine de Berlín
| Año  | Categoría                  | Película            | Resultado |
| ---- | -------------------------- | ------------------- | --------- |
| 1956 | Oso de Oro de la audiencia | Vor Sonnenuntergang | Ganador   |